# Tarache areletta
Tarache areletta is een vlinder uit de familie van de uilen (Noctuidae). De wetenschappelijke naam van deze soort is voor het eerst voorgesteld als Acontia areletta door Harrison Gray Dyar jr. in een publicatie uit 1907.
De soort komt voor in Mexico.